# Soplówka strzępiasta

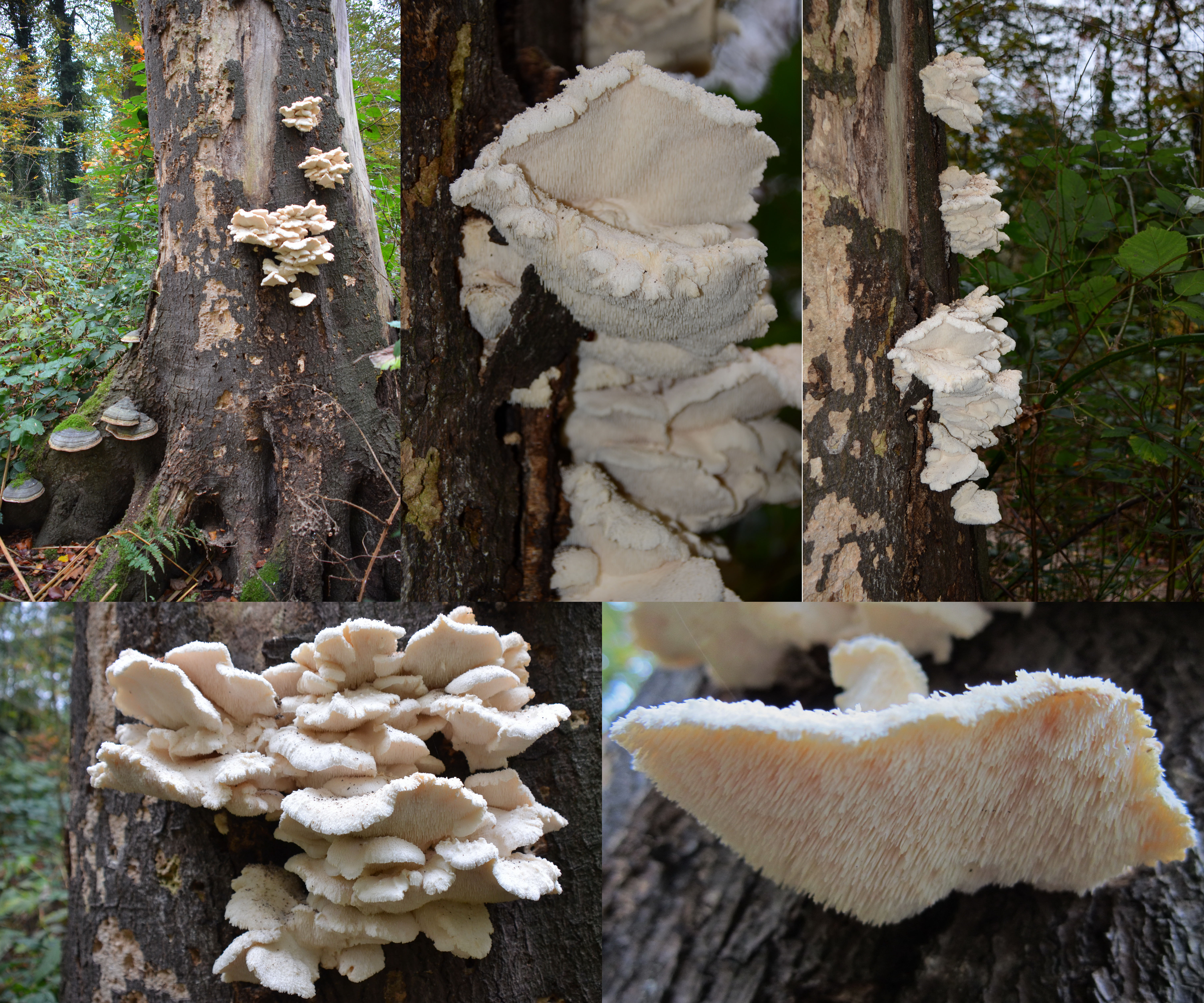
Hericium cirrhatum

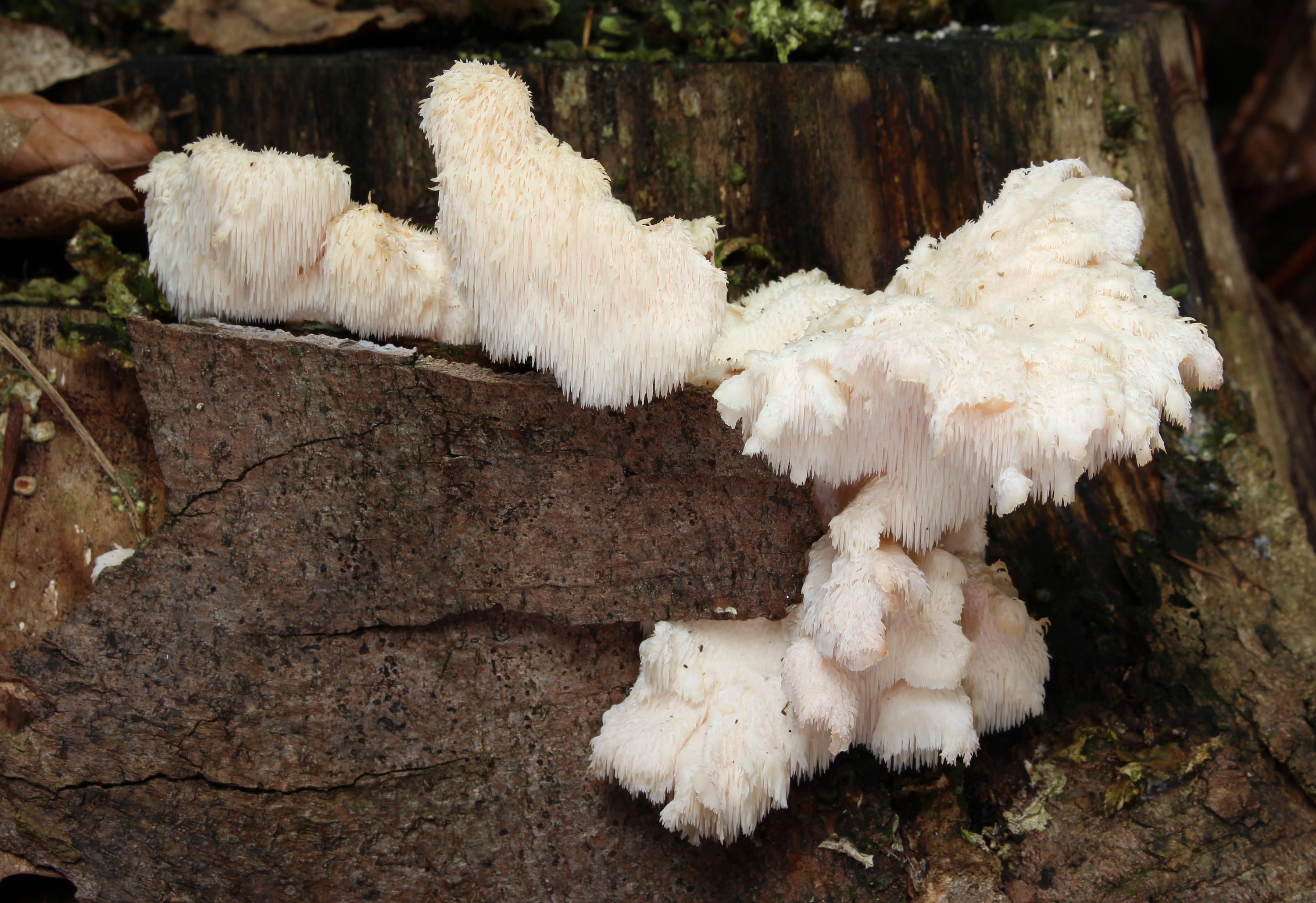
Młody owocnik Hericium cirrhatum

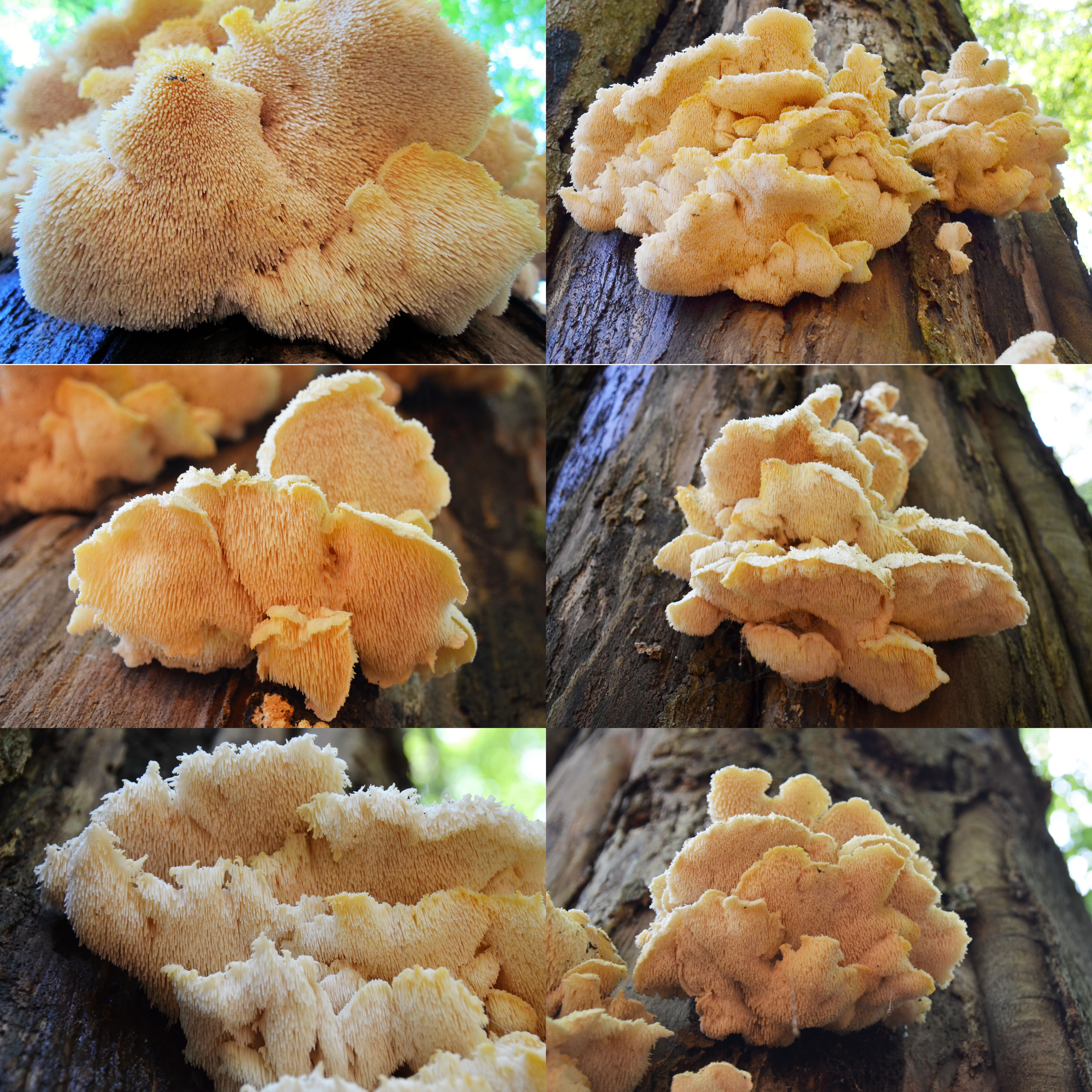
Starsze, ciemniejsze owocniki

Soplówka strzępiasta, kolczatek strzępiasty (Hericium cirrhatum (Pers.) Nikol.) – gatunek grzybów z rodziny soplówkowatych (Hericiaceae).

## Systematyka i nazewnictwo
Pozycja w klasyfikacji według Index Fungorum: Hericium, Hericiaceae, Russulales, Incertae sedis, Agaricomycetes, Agaricomycotina, Basidiomycota, Fungi.
Po raz pierwszy takson ten opisał Christiaan Hendrik Persoon w 1794 roku, nadając mu nazwę Hydnum cirrhatum. Rosyjska mykolog Taisiya Lvovna Nikolayeva w 1950 roku przeniosła ten gatunek do rodzaju Hericium, ustanawiając tym samym naukową nazwę Hericium cirrhatum. Synonimy naukowe:

- Creolophus cirrhatus (Pers.) P. Karst. 1879
- Creolophus corrugatus (Fr.) P. Karst. (jako corrugatum) 1879
- Creolophus diversidens (Fr.) P. Karst. 1879
- Dryodon cirrhatus (Pers.) Quél. 1886
- Dryodon corrugatus (Fr.) Cejp (jako corrugatum) 1928
- Dryodon diversidens (Fr.) Quél. 1887
- Hericium diversidens (Fr.) Nikol. 1950
- Hydnum cirrhatum Pers. 1794
- Hydnum corrugatum Fr. 1818
- Hydnum diversidens Fr. 1821
- Hydnum paradoxum Schultz 1806
- Steccherinum cirrhatum (Pers.) Teng 1963

Nazwę polską dla synonimu Creolophus cirrhatus podali prof. Barbara Gumińska i prof. Władysław Wojewoda w 1983 roku. Nazwa ta według Index Fungorum nie jest spójna z nazwą systematyczną. Aktualną nazwę dla Hericium cirrhatum zarekomendowała Komisja ds. Polskiego Nazewnictwa Grzybów Polskiego Towarzystwa Mykologicznego.
Wcześniej Franciszek Błoński opisywał go w 1888 roku pod nazwą kolczak strzępiasty.
Nazwa rodzajowa Hericium oznacza jeża i odnosi się do kolczastych hymenoforów grzybów w obrębie tego rodzaju. Epitet gatunkowy cirrhatum oznacza „posiadanie wąsów” – kolejne odniesienie do zwisających kolców.

## Morfologia
Owocnik
Średnicy do 30 cm, składa się z wielu muszlowatych, nieregularnych i pofałdowanych płatów zrośniętych podstawą na wspólnym, grubym trzonie. Poszczególne kapelusze ułożone są kępkami, czasem dachówkowato. Barwa młodych owocników białawokremowa, później żółtawa, w końcu żółtawobrązowawa lub ochrowa.
Kapelusz
Pojedyncze płaty w kształcie muszli, wachlarzowate o szerokości 30–80 mm. Początkowo wypukłe, potem płaskie do lekko wklęsłych, z wiekiem pofalowane. Ich górna powierzchnia pokryta nie w pełni wykształconymi, płonnymi, nie wzniesionymi kolcami lub jest brodawkowata. Brzeg ostry, często pofalowany lub podwinięty.
Hymenofor
Kolczasty, kolce gęsto ustawione, pionowe, białawe, o długości 5–15 mm znajdujące się na spodniej stronie płatów.
Miąższ
Barwy kapelusza lub nieco jaśniejszy, za młodu miękki, gruby i mięsisty, kruchy, później nieco łykowaty, a na starość twardniejący. Zapach przyjemny, słodkawo-owocowy. Smak łagodny.
Wysyp zarodników
Biały.
Cechy mikroskopowe
Zarodniki 3,5–4,5 × 3–4 μm, okrągławe lub elipsoidalne, gładkie, amyloidalne. Podstawki wydłużone, czterozarodnikowe, w kształcie maczugi. Cystydy wydłużone, o robakowatym kształcie, z ziarnistą zawartością.

## Występowanie i siedlisko
Podano stanowiska tego gatunku w Ameryce Północnej, Europie, Australii, Azji i na wyspach japońskich. W Europie jest szeroko rozprzestrzeniony; występuje od Morza Śródziemnego po północne krańce Półwyspu Skandynawskiego. Jest to grzyb rzadki. Został ujęty na Czerwonej liście roślin i grzybów Polski ze statusem „V” – narażony. Znajduje się na czerwonych listach w wielu państwach Europy, między innymi w Bułgarii, Niemczech, Wielkiej Brytanii, Danii i Holandii.
Grzyb nadrzewny. Jego owocniki pojawiają się od czerwca do października, w lasach liściastych i mieszanych, na pniakach i kłodach drzew liściastych, zwłaszcza buków, ale również dębów, grabów, brzóz i topoli. Zdarza się, że rośnie na jeszcze żywych drzewach. Owocniki wyrastają samotnie lub w małych grupach, w których mogą zrastać się ze sobą.

## Znaczenie
Saprotrof, czasami pasożyt. Powoduje białą zgniliznę drewna.
Grzyb jadalny, gdy jest młody, jednak z uwagi na rzadkość zasługuje na ochronę i nie powinien być zbierany. Stare owocniki są łykowate i twarde.